# Ћумурија мост
Ћумурија мост је један од мостова преко Миљацке у Сарајеву.
Мост је саградио Хаџи Хасан 1556. године, а поправљан је неколико пута. Мост је замјењен жељезним 1886. године. Именован је по ћумуру који су сабљари преносили преко моста, а њихове продавнице су биле лоциране у близини.
Године 2012. мост је обновљен, заштићен од пропадања, те му је уграђена декоративна расвета.